# Annie Niviaxie
Annie Niviaxie, née en 1930 et morte en 1989, est une artiste canadienne d'ethnie inuite connue pour ses sculptures en pierre.

## Biographie
Elle a d'abord appris à sculpter auprès d'autres artistes de sa communauté. Niviaxie est née dans la région d'Inukjuak, au Québec, et elle est décédée à Kuujjuarapik.
Son travail fait partie des collections du Musée des beaux-arts du Canada, du Musée national des beaux-arts du Québec et du Musée des beaux arts de Winnipeg.